# Longchamp (Côte-d'Or)
Longchamp é uma comuna francesa na região administrativa da Borgonha-Franco-Condado, no departamento de Côte-d'Or. Estende-se por uma área de 16,13 km². Em 2010 a comuna tinha 1 287 habitantes (densidade: 79,8 hab./km²).